# Cageur

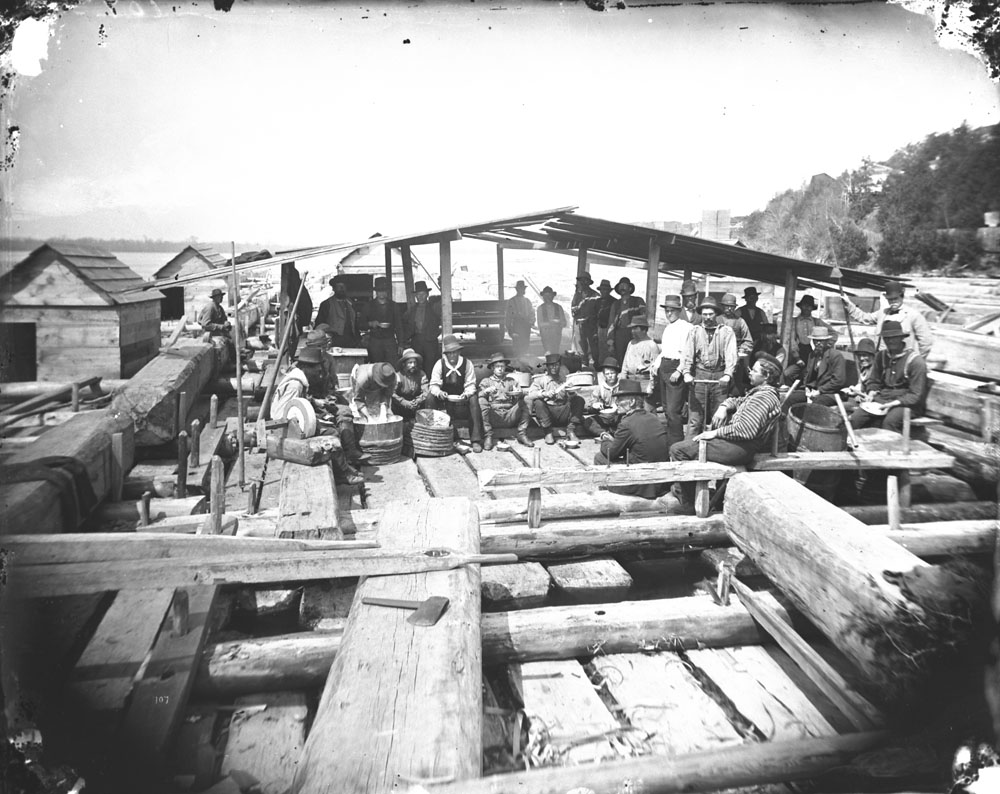
William James Topley, Cageurs sur un train de bois, Rivière des Outaouais vers 1880.

En français québécois, le cageur est un ouvrier forestier chargé d'assembler et de diriger les radeaux de troncs d'arbres coupés, vers une scierie, une usine de transformation ou un lieu d'embarquement. 
Le terme « cageur », « cageux », ou « cage » s'est d'abord appliqué au radeau lui-même ou aux trains de bois, ces radeaux arrimés entre eux ; puis, par extension, il s'est appliqué aux ouvriers chargés de les manœuvrer sur les cours d'eau. Le terme flotteur est surtout utilisé en Europe francophone, il désigne autant le cageur (cageux) que l'ouvrier appelé « draveur » au Canada. Le cageur est le nom d'un métier désormais disparu. Il était exercé en Amérique du Nord, souvent par des bûcherons, une fois la saison de coupe finie.

## Étymologie et histoire

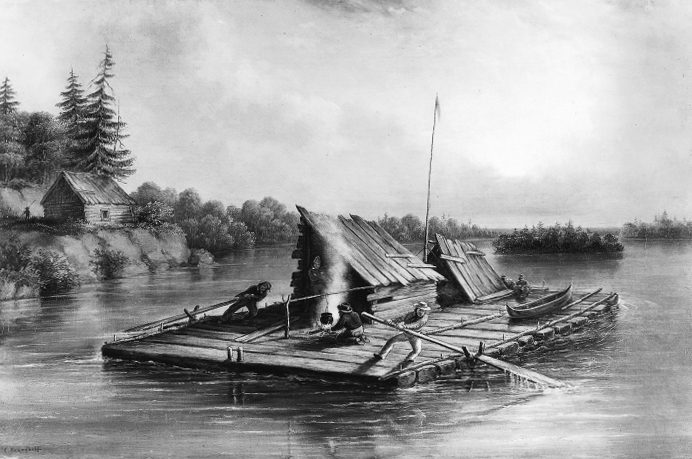
Radeau de billes, peinture de Cornelius Krieghoff (vers 1860), copie réalisée pour Scott & Sons, 1913.

L'ancêtre du mot « cageux » est repéré en 1743, à L'Ancienne-Lorette, par un jeune Jésuite du nom de Pierre Potier (1708-1781). Ce dernier, qui étudie la langue huronne, relève l'existence de « cageu », vocable qui désigne « un petit radeau d'arbres».
Pour le Glossaire du parler français au Canada, le « cageur » et le « cageux » sont des termes interchangeables, désignant un « flotteur, [un] ouvrier qui fait ou conduit les trains de bois ». Et il définit la « cage » comme un « train de bois, radeau, assemblage formé de pièces de bois de charpente ou autres, liées ensemble pour leur faire descendre le courant d'une rivière sans les charger sur un bateau ». À son tour, Le grand dictionnaire terminologique (GDT) définit le cageur comme : « Ouvrier forestier chargé d'assembler et de diriger des radeaux de troncs d'arbres coupés afin de gagner une scierie, une usine de transformation ou un lieu d'embarquement. ».
Les « cageurs » et les « cageux » appartiennent chronologiquement au XIXe siècle et au transport du bois par flottaison, en cages, en radeaux et en trains de bois. Ces derniers sont assemblés à l'embouchure des tributaires de la rivière des Outaouais et du fleuve Saint-Laurent en prévision de leur longue descente vers les marchés de Montréal et de Québec. Ce commerce du bois carré, est inauguré sur l'Outaouais par Philemon Wright, à l'occasion du lancement du « Columbo » en juin 1806.
Le transport par trains de bois qui y est associé décline peu à peu avant de disparaître totalement au tournant du XIXe siècle, emportant avec lui le monde familier des « cageux ». C'est cet univers qui est à l'origine de la légende de Jos Montferrand et de ses victoires sur les « Shiners ».

## La cage et le train de bois
Les cageurs naviguaient sur des radeaux de bois appelés cages qui étaient attachés ensemble pour former un train de bois. Ce train pouvait mesurer jusqu'à 60 mètres de large et 1,6 kilomètre de long. Le train était assemblé en Abitibi ou en Outaouais et naviguait jusqu'à la ville de Québec. Les cageurs vivaient sur le train sur lequel il y avait une cuisine et un dortoir protégés par des tentes. Ceux-ci servaient à nourrir et héberger les 30 à 60 cageurs à bord.
Pour diriger le train, les cageurs utilisaient des rames qui servaient aussi pour éviter les obstacles et pour faire avancer celui-ci lorsque le courant ne suffisait pas. Il fallait parfois défaire le train pour manœuvrer chaque cage individuellement pour traverser un passage dangereux ou pour passer par les glissoires qui permettaient de contourner des obstacles majeurs comme les chutes des Chaudières.

## Les scouts en train de bois

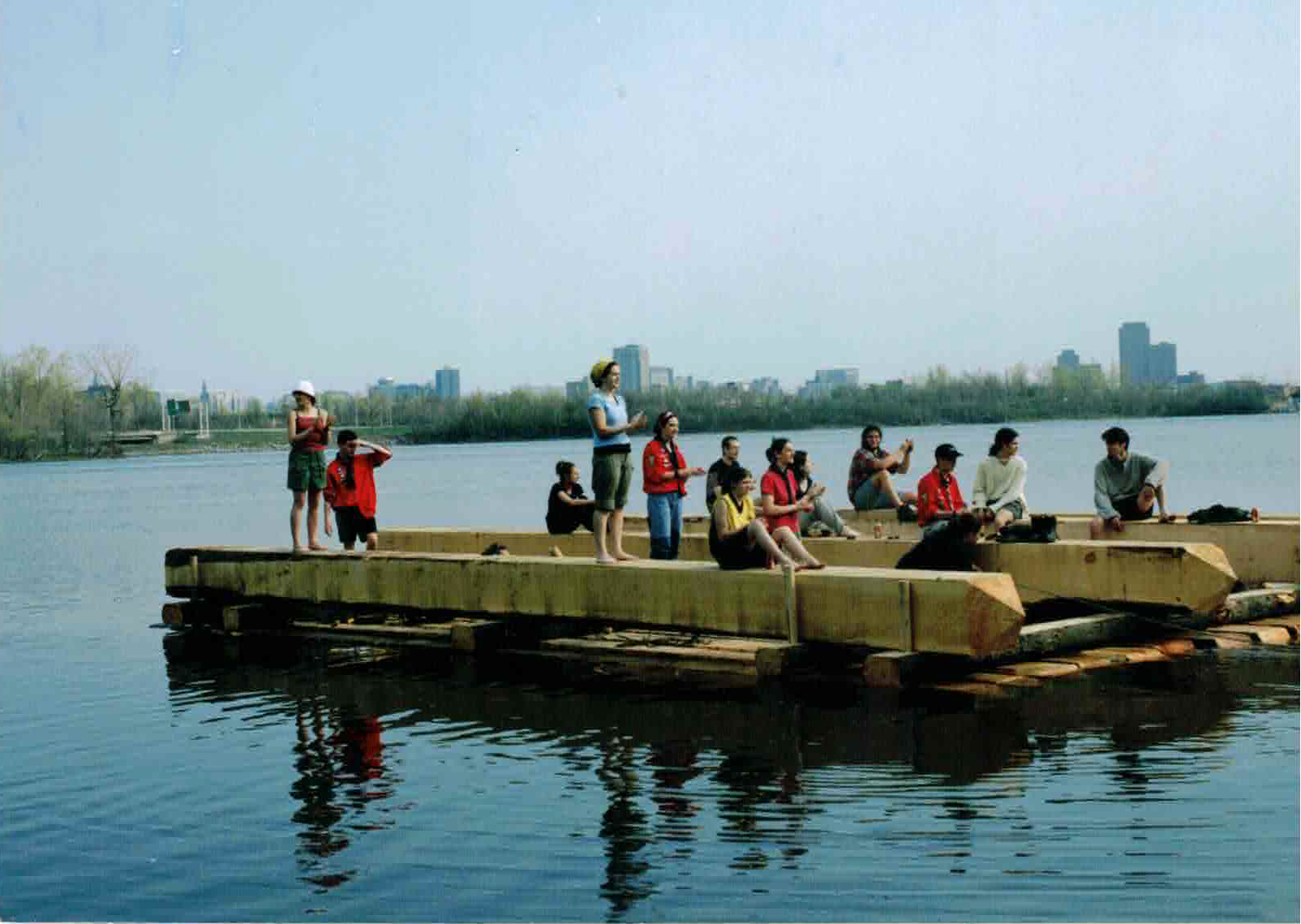
Les scouts du poste des Balbuzards de Hull ont parcouru le trajet entre Gatineau-Québec en radeau pour commémorer le bicentenaire de Hull en 2000. Source photo : Pierre Bertrand.

Plusieurs décennies après le dernier train de bois, en 2000, un groupe de scouts du poste Les Balbuzards a construit une cage et est parti à l'aventure pour célébrer le bicentenaire de Hull. Ce radeau nommé Le Columbo de plus de 40 tonnes et a été construit sans aucun clou, comme les cages d'époque. Le voyage a duré 35 jours, en 25 étapes de Gatineau à Québec, soit une distance d'environ 450 kilomètres.

## Hommages
Le premier hommage notable à ces personnages héroïques semblent être la chanson Les Raftmen, une chanson folklorique canadienne qui a une version en anglais et une en français.
Un deuxième hommage est la bière Cageux, fabriquée en édition limitée par la microbrasserie régionale Les Brasseurs du Temps. Enfin, une bière Raftman de la microbrasserie Unibroue a été nommée en hommage.